# دوري الدرجة الأولى الروماني 1937–38
دوري الدرجة الأولى الروماني 1937–38 (بالرومانية: Divizia A 1937-1938)‏ هو الموسم 26 من  دوري الدرجة الأولى الروماني. أقيم خلال الفترة 5 سبتمبر 1937 وحتى 21 أغسطس 1938، وأشرف على تنظيمه اتحاد رومانيا لكرة القدم، وكان عدد الأندية المشاركة فيه  20، وفاز فيه نادي ريبنسيا تيميشوارا.